# Jean Serra
Jean Paul Frédéric Serra (Algeria, 20 marzo 1940) è un ingegnere e matematico francese, conosciuto come il cofondatore (insieme a Georges Matheron) della morfologia matematica.

## Premi e onorificenze
- 1982 : ESCLANGON prize, premiato da Società francese di Fisica.
- 1988 : Primo premio della AFCET Society.
- 1989 : Cavaliere dell'Ordine Nazionale al merito.
- 1993 : Doctor honoris causa of the Autonomous University of Barcelona, Spagna.
- 1993 : Fondatore della Società internazionale di morfologia matematica e primo presidente di essa.
- 2006 : Primo a ricevere il Georges Matheron Award (with Lecturership) da International Association for Mathematical Geosciences (IAMG)

## Opere
- Image Analysis and Mathematical Morphology, ISBN 0-12-637240-3 (1982)
- Image Analysis and Mathematical Morphology, Volume 2: Theoretical Advances, ISBN 0-12-637241-1 (1988)